# Жак Бувресс
Жак Бувресс (20 серпня 1940, Епенуа — 9 травня 2021) — французький філософ, відомий зокрема, своїми працями про філософську концепцію Вітгенштейна та його роль в аналітичному та континентальному філософському дискурсі. У своїх працях Бувресс нерідко критикує тези таких французьких філософів, як Мішель Фуко, Жан-Франсуа Ліотар та Жак Дерріда, а також концепцію Річарда Рорті.

## Біографія
Бувресс народився в Епенуа в департаменті Ду (Франція) в родині фермерів, закінчив середню освіту в семінарії Безансона, а потім два роки готувався до бакалаврату з філософії та схоластичного богослов'я у Фаверне (департамент Верхня Сона). Він відвідував підготовчі курси літературознавства в ліцеї Лаканаль в Со, а 1961 року поступив до Еколь нормаль в Парижі., де згодом захистив дисертацію на тему «Міф внутрішнього. Досвід, значення та приватна мова у Вітґенштайна» («Le mythe de l'intériorité. Expérience, signification et langage privé chez Wittgenstein»). Ще в 1960-ті роки Бувресс почав вивчати тексти філософів аналітичної школи, що було принаймні настільки ж незвично в його середовищі, як і його увага до творчості Роберта Музіля. Через свої аналітичні інтереси Бувресс відвідував лекції Жуля Вуїймена та Жиля Гастона Гранже, які на той час були майже єдиними, хто займався подібними темами. З обома філософами у Бувресса зав'язалася міцна дружба.
З 1966 до 1969 року Бувресс читав курси логіки в Сорбонні, з 1969 до 1971 року він був викладачем на філософському факультеті в Паризькому університеті I, потім до 1975 року працював в CNRS, до 1979 знову викладав у Паризькому університеті I, потім став професором Женевського університету, де працював до 1983 р., після чого в черговий раз повернувся до Парижа й до 1995 року обіймав посаду професора Паризького університету I. З 1995 року він обіймає кафедру філософії мови та гносеології в Колеж де Франс. З 1994 року Бувресс є повноправним членом Європейської академії.

## Пріоритети досліджень
Бувресс інтенсивно займався філософською концепцією Людвіга Вітгенштейна, творчістю Роберта Музіля та Карла Крауса. Тематично він займався, зокрема, філософією науки, філософією релігії, гносеологією, філософією математики, філософією мови та аналітичною філософією. Написав кілька критичних текстів про нову філософію.

## Праці
- La Parole malheureuse : De l'alchimie linguistique à la grammaire philosophique, Éditions de Minuit, 1971
- Wittgenstein : la rime et la raison. Science, éthique et esthétique, Éditions de Minuit, 1973
- Le Mythe de l'intériorité : Expérience, signification et langage privé chez Wittgenstein, Éditions de Minuit, 1976
- Le Philosophe chez les autophages, Éditions de Minuit, 1984
- Rationalité et cynisme, Éditions de Minuit, 1984
- La Force de la règle : Wittgenstein et l'invention de la nécessité, Éditions de Minuit, 1987
- Le Pays des possibles : Wittgenstein, les mathématiques et le monde réel, Éditions de Minuit, 1988
- Philosophie, mythologie et pseudo-science. Wittgenstein lecteur de Freud, Éditions de l'Éclat, 196 p., 1991 ISBN 2-905372-46-X
- Herméneutique et linguistique, suivi de Wittgenstein et la philosophie du langage, Éditions de l'Éclat, 1991
- L'Homme probable. Robert Musil, le hasard, la moyenne et l'escargot de l'Histoire, Éditions de l'Éclat, 1993
- Wittgenstein, in Michel Meyer, La philosophie anglo-saxonne, PUF, 1994
- Langage, perception et réalité, Volume 1 : La Perception et le jugement, Éditions Jacqueline Chambon, 1995
- La Demande philosophique. Que veut la philosophie et que peut-on vouloir d'elle ?, Éditions de l'Éclat, 1996
- Dire et ne rien dire. L'illogisme, l'impossibilité et le non-sens, Éditions Jacqueline Chambon, 1997
- Le Philosophe et le réel, entretiens avec Jean-Jacques Rosat, Hachette, 1998
- Prodiges et vertiges de l'analogie. De l'abus des belles-lettres dans la pensée, Les Éditions Raisons d'agir|Raisons d'Agir, 1999
- Essais I. Wittgenstein, la modernité, le progrès et le déclin, Agone, 2000
- Essais II. L’Époque, la mode, la morale, la satire, Agone, 2001.
- Schmock ou le Triomphe du journalisme, La grande bataille de Karl Kraus, Seuil, 2001
- La Voix de l'âme et les chemins de l'esprit - Dix études sur Robert Musil, Seuil, coll. « Liber », 2001
- Essais III. Wittgenstein ou les Sortilèges du langage, Agone, 2003.
- Bourdieu, savant et politique, Agone, 2004[9]
- Langage, perception et réalité, Volume 2, Physique, phénoménologie et grammaire, Éditions Jacqueline Chambon, 2004
- Essais IV. Pourquoi pas des philosophes ?, Agone 2004.
- Robert Musil. L'Homme probable, le hasard, la moyenne et l'escargot de l'histoire (nouvelle édition de L'Homme probable de 1993), Éditions de l'Éclat, 2005
- Essais V. Descartes, Leibniz, Kant, Agone, 2006.
- Peut-on ne pas croire ? Sur la vérité, la croyance et la foi, Agone, 2007
- Satire & prophétie : les voix de Karl Kraus, Agone, 2007
- La Connaissance de l'écrivain : sur la littérature, la vérité et la vie, Agone, 2008
- Que peut-on faire de la religion ?, Agone, 2011
- Essais VI. Les Lumières des positivistes, Agone, 2011 ISBN 978-2-7489-0066-8
- Le danseur et sa corde, Agone, 2014 ISBN 978-2748902105
- De la philosophie considérée comme un sport, Agone, 2015
- Nietzsche contre Foucault : Sur la vérité, la connaissance et le pouvoir, Agone, 2016
- Percevoir la musique. Helmholtz et la théorie physiologique de la musique, Éditions L'improviste, Collection « Les Aéronautes de l'esprit », 2016
- Le Mythe moderne du progrès, Agone, 2017